# Josip Šimunić
Josip Šimunić, född 18 februari 1978 i Canberra i Australien, är en kroatisk före detta fotbollsspelare som spelat ett flertal både EM- och VM-turneringar för sitt land.

## Kontrovers kring hälsning
Hösten 2013 stängde Fifa av Šimunić i tio matcher då han anklagades skrika ut pronazistiska slagord efter VM-kvalmatchen mellan Kroatien och Island i Zagreb. Incidenten som föranledde straffet kom då han efter matchen hade bett om att få mikrofonen och då ropat slagorden "Za dom spremni (För hemlandet redo!)" – vilket tidigare använts av den fascistiska organisationen Ustaša under dess regimtid i Oberoende staten Kroatien. Straffet innebar att Šimunić inte fick delta och spela för Kroatien i VM 2014. Den i Australien födda Šimunić hade innan straffet utdömdes hävdat att han ropat slagorden uteslutande i "kärlek till sitt folk och hemland" och att det inte fanns några politiska motiv bakom.